# Transferència de baixa energia

Un exemple d'una transferència de baixa energia cap a la Lluna
GRAIL-A
Lluna
Terra

En astrodinàmica, una transferència de baixa energia, o trajectòria de baixa energia, és una ruta en l'espai que permet a una nau espacial canviar d'òrbita utilitzant molt poc combustible. Aquestes rutes existeixen en diversos sistemes (per exemple, Terra - Lluna o entre les llunes de Júpiter). Aquestes transferències tenen per inconvenient un augment en la durada del vol, superior al de transferències d'alta energia, com les transferències d'òrbita de Hohmann.
Les transferències de baixa energia també s'anomenen trajectòries de límit d'estabilitat dèbil, o trajectòries de captura balística. Les rutes de baixa energia existents a l'espai componen la Xarxa de Transport Interplanetari. Seguint aquestes rutes, una nau espacial pot viatjar grans distàncies utilitzant poc combustible, o delta-v.

## Missions
Entre les missions que han fet ús d'aquest tipus de transferències, es troben:
- Hiten, de la JAXA
- SMART-1, de la ESA
- Genesis, de la NASA[3]
- GRAIL, de la NASA[4][5]

Hi ha també missions proposades, com:
- European Student Moon Orbiter (ESMO)
- Mars Direct

## Història
Les transferències de baixa energia a la Lluna foren demostrades per primera vegada el 1991 per la nau Japonesa Hiten, missió en què s'havia planejat un swing-by a la Lluna, però no orbitar-la. El sub-satèl·lit Hagoromo que contenia la nau fou llançat en el primer swing-by i podria haver estat inserit en òrbita amb èxit, però sofrí una fallada en les comunicacions.
Edward Belbruno i James Miller del Jet Propulsion Laboratory van dissenyar una trajectòria de captura balística que permetria a Hiten inserir-se a l'òrbita lunar, i ajudaren a salvar la missió. La trajectòria es basava en la teoria de límit d'estabilitat dèbil i requerí només una petita pertorbació durant el swing-by. Aquesta nova ruta permetria inserir la nau temporalment en una òrbita lunar utilitzant zero delta-v, però requerí cinc mesos enlloc dels tres dies que es tarda usualment mitjançant una transferència de Hohmann.

## Estalvi de delta-v
En trajectòries des d'òrbites terrestres baixes (LEO) a òrbites lunars, una transferència de baixa energia permet un estalvi de quasi un 25% en la maniobra d'inserció després d'abandonar l'òrbita terrestre, comparat amb la maniobra de propulsió retrògada que s'aplica prop de la Lluna en injeccions translunars tradicionals. Això permet un augment de càrrega útil en la nau.
Robert Farquhar havia descrit una ruta de 9 dies de durada des d'òrbites LEO fins a una captura lunar que necessita una delta-v de 3,5 km/s La ruta dissenyada per Belbruno requereix 3.1 km/s per a la injecció lunar, un estalvi de delta-v de no més de 0,4 km/s. Tot i així, la ruta de Belbruno no requereix un delta-v gran després d'abandonar l'òrbita terrestre, fet que té beneficis operacionals.
En rendezvous amb llunes de Mart, hi ha un estalvi del 12% per a Fobos i un 20% per a Deimos.